# Ângelo Paulino de Souza
Ângelo Paulino de Souza, detto Ângelo (Onça de Pitangui, 31 maggio 1953 – Itaúna, 2 agosto 2007), è stato un calciatore, avvocato, politico e allenatore di calcio brasiliano, di ruolo centrocampista.

## Biografia
Nato nello Stato di Minas Gerais, una volta terminata la carriera calcistica studiò legge, diventando avvocato e successivamente assessore al fianco del suo ex compagno di squadra João Leite, entrato in politica con il Partito della Social Democrazia Brasiliana. È morto per un attacco cardiaco il 2 agosto 2007; in quel periodo ricopriva il ruolo di vice allenatore delle giovanili dell'Atlético Mineiro.

## Caratteristiche tecniche
Giocava come centrocampista; aveva una buona tecnica ed una particolare abilità nei passaggi lunghi.

## Carriera

### Club
Cresciuto nell'Atlético Mineiro, Ângelo faceva parte della rosa che vinse il campionato brasiliano 1971, giocando due partite. Su richiesta del tecnico Barbatana, che lo aveva seguito anche nel settore giovanile, fu mandato in prestito al Nacional di Manaus, dove giocò per i campionati 1973 e 1974..
Tornato all'Atlético, sempre sotto la guida di Barbatana, divenne uno dei protagonisti del campionato 1977, nonostante la giovane età. Nel corso della finale del campionato, uscì per infortunio nel corso del secondo tempo supplementare dopo aver subito prima l'intervento di Neca e successivamente quello di Chicão, entrambi del San Paolo. Soffrì fratture in quattro diversi punti del ginocchio. Secondo il medico Neilor Lasmar, che lo operò, l'intervento di Neca fu volontario, e quello di Chicão aggravò ulteriormente l'infortunio. I due giocatori del San Paolo sostennero però che si trattasse di un semplice scontro di gioco, privo di qualsiasi intenzionalità. La tifoseria dell'Atlético Mineiro incolpò Chicão. Quando questi fu acquistato del club stesso per giocare a centrocampo proprio a fianco del recuperato Ângelo, quest'ultimo lanciò messaggi distensivi e i due si chiarirono.
Ângelo lasciò l'Atlético il 25 maggio 1980. Con il Galo ottenne un totale di 238 partite (146 vittorie, 63 pareggi e 29 sconfitte). Passò poi al Guarani, dove vinse la Taça de Prata 1981. Giocò poi per Fluminense, Ponte Preta, Santa Cruz e Sport, prima di ritirarsi nel 1988.

### Nazionale
Ha giocato per il Brasile, venendo incluso tra i convocati per la Copa América 1975. Con la Nazionale Olimpica giocò durante Monaco di Baviera 1972.

## Palmarès

### Club

#### Competizioni statali
- Campionato Mineiro: 4

Atlético-MG: 1976, 1978, 1979, 1980
- Campionato Pernambucano: 1

Santa Cruz: 1983

#### Competizioni nazionali
- Campionato brasiliano: 1

Atlético-MG: 1971